# Жорстокий струмок
Жорстокий струмок (Mean Creek) — американський фільм у жанрах кримінал, драма, знятий у 2004 році кінокомпанією Whitewater Films, режисером Джейкобом Аароном Естес. Для режисера і сценариста Джейкоба Аарона Естес це був дебютний повнометражний фільм.

## Сюжет
Дія драми Джейкоба Аарона Естес «Жорстокий струмок» розгортається в невеликому містечку, де всі один одного знають і де важко зберігати таємниці.
Коли молодший брат Сем повертається додому побитим, старшокласник Роккі вирішує помститися шкільному задираці Джорджу. Разом із друзями він вигадує план і запрошує Джорджа на човнову прогулянку нібито на честь дня народження Сема. Серед запрошених є і Джордж. Згідно з планом, його вмовлять роздягнутися на спір, після чого задираку відправити додому голяка. Але коли хлопці виїжджають на річку, у них з'являються сумніви.
Відправившись на річку, кожен переконується, що Джордж добрий, цікавий та веселий хлопчина, ну а те, що він побив Сема — це якесь просте непорозуміння. Ще вчора для всіх цих хлопців Джордж був хуліганом і поганою людиною, а сьогодні вони вже всі сміються над його жартами і з посмішкою на обличчі слухають його історії.

## У ролях
| Актор           | Роль         |
| --------------- | ------------ |
| Рорі Калкін     | Сем Меррік   |
| Райан Келлі     | Клайд        |
| Скотт Мекловіц  | Марті        |
| Тревор Морґан   | Роккі Меррік |
| Джош Пек        | Джордж Туні  |
| Карлі Шредер    | Міллі        |
| Брендон Вільямс | Келі         |
| Раїса Флемінґ   | Меггі        |
| Гіт Лоурвуд     | Джаспер      |
| Дж.В.Кровфорд   | Том          |